# Kumadori

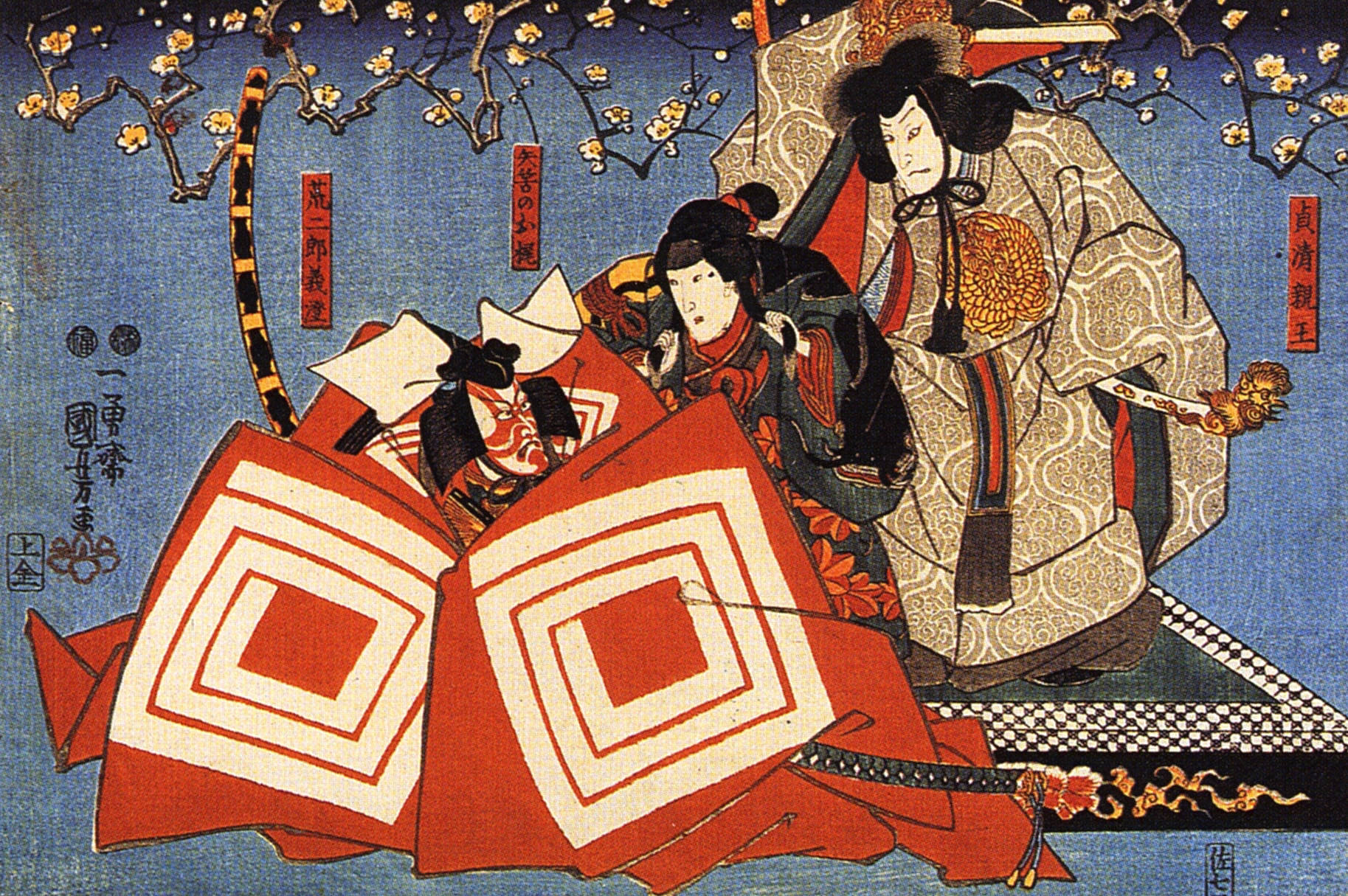
Le héros de la pièce Shibaraku porte un maquillage kumadori (estampe d'Utagawa Kuniyoshi).

Le kumadori (隈取) est le maquillage de scène porté par les acteurs du théâtre kabuki, en particulier lors des représentations de l'audacieux et emphatique style aragoto. Le maquillage kumadori se compose généralement de rayures de couleurs vives ou de dessins sur un fond blanc, les couleurs et les motifs symbolisant des aspects de la personnalité de l'acteur. Bien que le kumadori a été créé et développé largement par les membres de la lignée d'acteurs Ichikawa Danjūrō, quelques conventions sont des créations de la lignée Onoe Kikugorō.
- De vives rayures rouges indiquent un rôle de puissant héros. Le plus célèbre de ces rôles, et celui qui en est venu à représenter le stéréotype du kabuki en Occident, est le héros de la pièce Shibaraku. Le rouge symbolise la vertu et la puissance.

- Les méchants sont souvent représentés avec une barbe noire, des veines violettes et des sourcils bleu foncé en forme d'andouillers.

- Le maquillage bleu peut représenter un fantôme, un esprit ou une autre créature magique, selon les motifs. Les esprits-renards tel que Genkurō dans Yoshitsune Senbon-sakura portent un maquillage bleu. Le bleu représente les émotions négatives comme la jalousie ou la peur. Les fantômes dans le drame traditionnel japonais sont souvent piégés par leur attachement à de telles émotions.

- Le gris et le brun sont parfois utilisés, surtout lorsqu'ils représentent des animaux, des oni (démons), des yôkai (monstres) ou toute autre chose inhumaine. Un exemple en est le tsuchigumo (araignée), combattu par Minamoto no Raikō.

Le terme s'applique également à un procédé de peinture dans lequel deux brosses sont utilisées simultanément, l'une pour la couleur et l'autre pour créer des ombres ou d'autres détails.
Une impression du visage d'un acteur de kabuki de maquillage, conservée sur un morceau de tissu, s'appelle un oshiguma.